# تاثیر زیست‌محیطی صنعت انرژی

مصرف جهانی انرژی اولیه بر اساس نوع انرژی

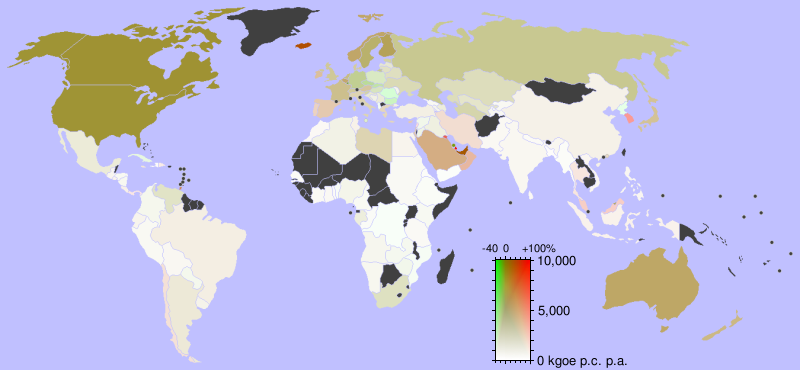
مصرف سرانه انرژی برای هر کشور (۲۰۰۱). رنگ‌های قرمز نشان دهنده افزایش، رنگ‌های سبز کاهش مصرف در طول دهه ۱۹۹۰ است.

تأثیر زیست محیطی صنعت انرژی قابل توجه است، زیرا مصرف انرژی و منابع طبیعی ارتباط نزدیکی با هم دارند. تولید، حمل و نقل یا مصرف انرژی همگی تأثیرات زیست محیطی دارند. انرژی برای هزاران سال توسط انسان‌ها مهار شده‌است. در ابتدا با استفاده از آتش برای نور، گرما، پخت و پز و برای ایمنی بود، و استفاده از آن را می‌توان حداقل ۱٫۹ میلیون سال پیش نسبت داد. در سال‌های اخیر روندی به سمت تجاری سازی فزاینده منابع مختلف انرژی تجدیدپذیر وجود داشته‌است. اجماع علمی در مورد برخی از فعالیت‌های اصلی انسانی که به گرمایش جهانی منجر می‌شوند، برای افزایش غلظت گازهای گلخانه‌ای، ایجاد اثر گرمایش، تغییرات جهانی در سطح زمین، مانند جنگل‌زدایی، برای اثر گرمایش، افزایش غلظت ذرات معلق در هوا اکثراً برای یک اثر خنک‌کننده، در نظر گرفته می‌شوند.
فناوری‌های در حال پیشرفت به‌طور بالقوه می‌توانند به انتقال انرژی، مدیریت آب و زباله، و تولید مواد غذایی به سمت شیوه‌های استفاده بهتر از محیط زیست و انرژی با استفاده از روش‌های بوم‌شناسی سیستم‌ها و بوم‌شناسی صنعتی دست یابند.

## مشکلات

### تغییر آب و هوایی

مجموعه داده‌های میانگین دمای سطح جهانی از سازمان‌های علمی مختلف، پیشرفت و میزان گرمایش جهانی را نشان می‌دهد.

تأثیر گرمایی گازهای گلخانه‌ای با عمر طولانی (نیروی تابشی) طی ۴۰ سال تقریباً دو برابر شده‌است و دی‌اکسید کربن و متان محرک‌های غالب گرمایش جهانی هستند.

اجماع علمی در مورد گرم شدن کره زمین و تغییرات آب و هوا این است که این مسئله ناشی از انتشار گازهای گلخانه ای انسانی است که اکثریت آن ناشی از سوزاندن سوخت‌های فسیلی همراه با جنگل زدایی و برخی از شیوه‌های کشاورزی سال ۲۰۱۳ نشان داد که دو سوم انتشار گازهای گلخانه‌ای صنعتی ناشی از تولید سوخت فسیلی (و سیمان) تنها نود شرکت در سراسر جهان است (بین سال‌های ۱۷۵۱ تا ۲۰۱۰، که نیمی از آن از سال ۱۹۸۶ منتشر شده‌است).
اگرچه تغییرات اقلیمی به شدت انکار می‌شود، اکثریت قریب به اتفاق دانشمندانی که در اقلیم‌شناسی کار می‌کنند، پذیرفته‌اند که این تغییرات ناشی از فعالیت‌های انسانی است. گزارش IPCC Change Climate 2007: Climate Change Impacts، سازگاری و آسیب‌پذیری پیش‌بینی می‌کند که تغییرات آب و هوا باعث کمبود آب و غذا و افزایش خطر سیل خواهد شد که میلیاردها نفر را تحت تاثیر قرار می‌دهد، به ویژه کسانی که در فقر زندگی می‌کنند.
یکی از اندازه‌گیری‌های مربوط به گازهای گلخانه‌ای و سایر مقایسه‌های خارجی بین منابع انرژی را می‌توان در پروژه ExternE توسط مؤسسه Paul Scherrer و دانشگاه اشتوتگارت یافت، که توسط کمیسیون اروپا تأمین شده‌است. بر اساس این مطالعه، برق آبی کمترین انتشار CO2، باد دومین کمترین، انرژی هسته ای سومین کمترین و فتوولتائیک خورشیدی چهارمین کمترین انتشار را دارا است.
به‌طور مشابه، همان مطالعه تحقیقاتی (ExternE, Externalities of Energy)، که از سال ۱۹۹۵ تا ۲۰۰۵ انجام شد، نشان داد که هزینه تولید برق از زغال سنگ یا نفت بیش از ارزش فعلی آن دو برابر می‌شود و هزینه تولید برق از گاز ۳۰ درصد افزایش می‌یابد. اگر هزینه‌های خارجی مانند آسیب به محیط زیست و سلامت انسان، از ذرات معلق در هوا، اکسیدهای نیتروژن، کروم VI و انتشار آرسنیک تولید شده توسط این منابع در نظر گرفته شود. در این مطالعه تخمین زده شد که این هزینه‌های خارجی، دستکم، سوخت‌های فسیلی تا ۱ تا ۲ درصد کل تولید ناخالص داخلی اتحادیه اروپا (GDP) را تشکیل می‌دهد، و این تا قبل از اینکه هزینه خارجی گرمایش جهانی از این منابع در نظر گرفته شود، بود. این مطالعه همچنین نشان داد که هزینه‌های زیست‌محیطی و بهداشتی انرژی هسته‌ای، به ازای هر واحد انرژی تحویل داده شده، ۰٫۰۰۱۹ یورو در کیلووات ساعت است که کمتر از بسیاری از منابع تجدیدپذیر از جمله هزینه‌های ناشی از زیست توده و پنل‌های خورشیدی فتوولتائیک است و ۳۰ برابر کمتر از زغال سنگ با ۰٫۰۶ یورو در کیلووات ساعت، یا ۶ سنت در کیلووات ساعت است، با منابع انرژی با کمترین هزینه‌های زیست محیطی و بهداشتی خارجی مرتبط با آن که انرژی بادی با ۰٫۰۰۰۹ یورو در کیلووات ساعت است.

### استفاده سوخت زیستی
سوخت‌های زیستی به عنوان جامد، مایع یا گاز سخوتی تعریف می‌شوند که از مواد بیولوژیکی نسبتاً به تازگی مرده یا زنده به دست می آید و از سوخت‌های فسیلی، که از مواد بیولوژیکی طولانی مرده مشتق شده‌است متفاوت می‌باشد. گیاهان مختلف و مواد مشتق شده از گیاهان برای تولید سوخت زیستی استفاده می‌شود.

#### بیو دیزل
استفاده زیاد از بیودیزل منجر به تغییرات کاربری زمین از جمله جنگل زدایی می‌شود.

#### هیزم
برداشت ناپایدار هیزم می‌تواند منجر به از بین رفتن تنوع زیستی و فرسایش به دلیل از بین رفتن پوشش جنگلی شود. نمونه ای از این، مطالعه ۴۰ ساله انجام شده توسط دانشگاه لیدز در جنگل‌های آفریقا است که یک سوم کل جنگل‌های استوایی جهان را تشکیل می‌دهد که نشان می‌دهد آفریقا یک مخزن کربن قابل توجه است. لی وایت، کارشناس تغییرات آب و هوا، می‌گوید: «برای درک ارزش این مخزن، حذف نزدیک به ۵ میلیارد تن دی‌اکسید کربن از جو توسط جنگل‌های استوایی دست نخورده باید مورد بحث قرار گیرد.
طبق گزارش سازمان ملل، قاره آفریقا دو برابر بیشتر از سایر نقاط جهان جنگل‌ها را از دست می‌دهد. روزی روزگاری آفریقا هفت میلیون کیلومتر مربع جنگل داشت، اما یک سوم آن از بین رفته‌است که بیشتر آن به خاطر زغال سنگ است.

### استفاده از سوخت‌های فسیلی

انتشار جهانی کربن فسیلی بر اساس نوع سوخت، ۱۸۰۰–۲۰۰۷ پس از میلاد.

سه نوع سوخت فسیلی عبارتند از زغال سنگ، نفت و گاز طبیعی. توسط اداره اطلاعات انرژی تخمین زده شد که در سال ۲۰۰۶ منابع اولیه انرژی شامل نفت ۳۶٫۸، زغال سنگ ۲۶٫۶ درصد، گاز طبیعی ۲۲٫۹ درصد بوده که معادل سهم ۸۶ درصدی سوخت‌های فسیلی در تولید انرژی اولیه در جهان است.
در سال ۲۰۱۳ سوزاندن سوخت‌های فسیلی حدود ۳۲ میلیارد تن (۳۲ گیگا تن) دی‌اکسید کربن و آلودگی هوا اضافی تولید کرد. این امر به دلیل گرمایش جهانی و مشکلات بهداشتی (بیش از ۱۵۰ دلار بر تن دی‌اکسید کربن) اثرات جانبی ایجاد کرد از جمله ۴٫۹ تریلیون دلارخسارت. دی‌اکسید کربن یکی از گازهای گلخانه ای است که نیروی تشعشعی را افزایش می‌دهد و به گرم شدن کره زمین کمک می‌کند و در پاسخ به آن باعث می‌شود متوسط دمای سطح زمین افزایش یابد، که اقلیم شناسان بر این باورند که این امر باعث ایجاد اثرات نامطلوب عمده خواهد شد.

#### زغال سنگ
اثرات زیست محیطی استخراج و سوزاندن زغال سنگ متنوع است. قانون تصویب شده توسط کنگره ایالات متحده در سال ۱۹۹۰، آژانس حفاظت از محیط زیست ایالات متحده (EPA) را ملزم به صدور طرحی برای کاهش آلودگی سمی ناشی از نیروگاه‌های زغال سنگ کرد. پس از تأخیر و طرح دعوا، EPA اکنون مهلت تعیین شده توسط دادگاه تا ۱۶ مارس ۲۰۱۱ را برای ارائه گزارش خود دارد.

#### نفت

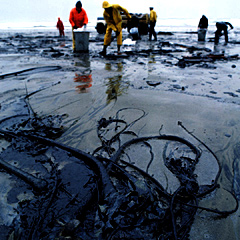
یک ساحل پس از نشت نفت.

اثرات زیست محیطی نفت اغلب منفی است زیرا تقریباً برای همه اشکال حیات سمی است. امکان تغییرات اقلیمی وجود دارد. نفت خام که معمولاً به عنوان نفت شناخته می‌شود، تقریباً با تمام جنبه‌های جامعه کنونی مرتبط است، به ویژه برای حمل و نقل و گرمایش خانه‌ها و فعالیت‌های تجاری.

#### گاز
گاز طبیعی اغلب به عنوان پاک‌ترین سوخت فسیلی توصیف می‌شود که تولید هر ژول ان دی‌اکسید کربن کمتری نسبت به زغال سنگ یا نفت تولید می‌کند و آلاینده‌های بسیار کمتری نسبت به سایر سوخت‌های فسیلی دارد. با این حال، به صورت مطلق، سهم قابل توجهی در انتشار کربن جهانی دارد و پیش‌بینی می‌شود که این سهم رشد کند. با توجه به گزارش چهارم IPCC ارزیابی، در سال ۲۰۰۴ گاز طبیعی ۵۳۰۰ تن / سال آلودگی CO 2 تولید کرد، در حالی که زغال سنگ و نفت تولید ۱۰۶۰۰ و ۱۰۲۰۰ بود (شکل ۴٫۴). اما تا سال ۲۰۳۰، طبق نسخه به روز شده سناریوی انتشار گازهای گلخانه ای SRES B2، گاز طبیعی منبع ۱۱۰۰۰ میلیون تن در سال خواهد بود که اکنون به ترتیب ۸۴۰۰ و ۱۷۲۰۰ تن زغال سنگ و نفت خواهد بود. (مجموع انتشار جهانی برای سال ۲۰۰۴ بیش از ۲۷۲۰۰ میلیون تن برآورد شد)
علاوه بر این، گاز طبیعی به خودی خود یک گاز گلخانه ای بسیار قوی تر از دی‌اکسید کربن است وقتی که در اتمسفر آزاد شود، اما در مقادیر کمتری آزاد می‌شود. اثرات زیست محیطی گاز طبیعی نیز به‌طور قابل توجهی در فرآیندهای استخراج آنها متفاوت است، بسیاری از گازهای طبیعی محصول جانبی استخراج نفت به شدت آلاینده هستند و تکنیک‌های جدیدتر برای شکستگی هیدرولیکی باعث شده‌اند که ذخایر گاز طبیعی که قبلاً غیرپذیرش بودند را قابل استفاده کرد، اما با تأثیرات منفی محیطی و سلامتی که بسیار بیشتر از روش‌های سنتی استخراج گاز طبیعی هستند.

### تولید برق
اثرات زیست محیطی تولید برق قابل توجه است زیرا جامعه مدرن از مقادیر زیادی انرژی الکتریکی استفاده می‌کند. این نیرو معمولاً در نیروگاه هایی تولید می‌شود که نوع دیگری از انرژی را به نیروی الکتریکی تبدیل می‌کنند. هر یک از این سیستم‌ها دارای مزایا و معایبی هستند، اما بسیاری از آنها نگرانی‌های زیست محیطی ایجاد می‌کنند.

### مخازن اب
با افزایش تقاضای جهانی برای آب و انرژی و افزایش تعداد و اندازه مخازن، تأثیرات زیست محیطی مخازن تحت نظارت روزافزونی قرار می‌گیرد. سدها و مخازن را می‌توان برای تأمین آب آشامیدنی، تولید برق آبی، افزایش ذخیره آب برای آبیاری، فراهم کردن فرصت‌های تفریحی و کنترل سیل استفاده کرد. با این حال، اثرات نامطلوب زیست‌محیطی و جامعه‌شناختی نیز در حین و پس از بسیاری از ساخت‌وسازهای مخزن شناسایی شده‌است. اینکه پروژه‌های مخزن در نهایت سودمند هستند یا مضر - هم برای محیط زیست و هم برای جمعیت‌های انسانی اطراف - از دهه ۱۹۶۰ و احتمالاً مدت‌ها قبل از آن مورد بحث بوده‌است. در سال ۱۹۶۰ ساخت و ساز Llyn Celyn و سیل Capel Celyn غوغای سیاسی را برانگیخت که تا به امروز ادامه دارد. اخیراً، ساخت سد Three Gorges و سایر پروژه‌های مشابه در سراسر آسیا، آفریقا و آمریکای لاتین بحث‌های زیست‌محیطی و سیاسی قابل توجهی را ایجاد کرده‌است.

### انرژِی هسته ای

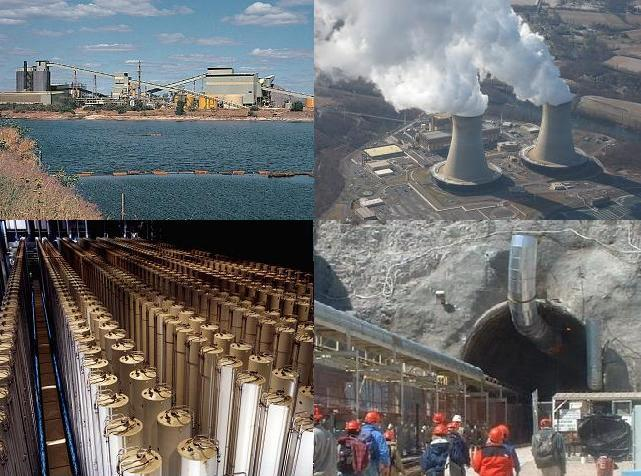
فعالیت‌های انرژی هسته ای مرتبط با محیط زیست؛ معدن، غنی سازی، تولید و دفع زمین‌شناسی.

اثرات زیست محیطی انرژی هسته ای ناشی از چرخه سوخت هسته ای، عملیات و اثرات سوانح هسته ای است.
خطرات معمول سلامتی و انتشار گازهای گلخانه ای ناشی از انرژی شکافت هسته ای به‌طور قابل توجهی کمتر از خطرات مرتبط با زغال سنگ، نفت و گاز است. با این حال، «خطر فاجعه بار» بالقوه وجود دارد اگر مهار و مراقبت اتفاق نیافتد، که در راکتورهای هسته ای می‌توان به ذوب سوخت‌های بسیار گرم و آزادسازی مقادیر زیادی از محصولات شکافت به محیط زیست، اشاره کرد. طولانی‌ترین زباله‌های رادیواکتیو، از جمله سوخت هسته ای مصرف شده، باید برای صدها هزار سال مهار و از انسان و محیط زیست جدا شوند. مردم نسبت به این خطرات حساس هستند و مخالفت عمومی قابل توجهی با انرژی هسته ای وجود داشته‌است. با وجود این پتانسیل برای فاجعه، آلودگی طبیعی ناشی از سوخت فسیلی هنوز به‌طور قابل توجهی از هر فاجعه هسته ای سابقی مضرتر است.
حادثه ۱۹۷۹ Three Mile Island و فاجعه چرنوبیل ۱۹۸۶، و همچنین هزینه‌های بالای ساخت، به رشد سریع ظرفیت انرژی هسته ای جهانی پایان داد. انتشار فاجعه بار دیگری از مواد رادیواکتیو به دنبال سونامی ژاپن در سال ۲۰۱۱ که به نیروگاه هسته ای فوکوشیما I آسیب رساند و منجر به انفجار گاز هیدروژن و ذوب‌های جزئی طبقه‌بندی شده در سطح ۷ شد. انتشار گسترده رادیواکتیویته منجر به تخلیه مردم از ۲۰ کیلومتری منطقه تعبیه شده در اطراف نیروگاه بود، شبیه به ۳۰ شعاع کیلومتری منطقه ممنوعه چرنوبیل که هنوز خطرناک است.

### انرژِی بادی

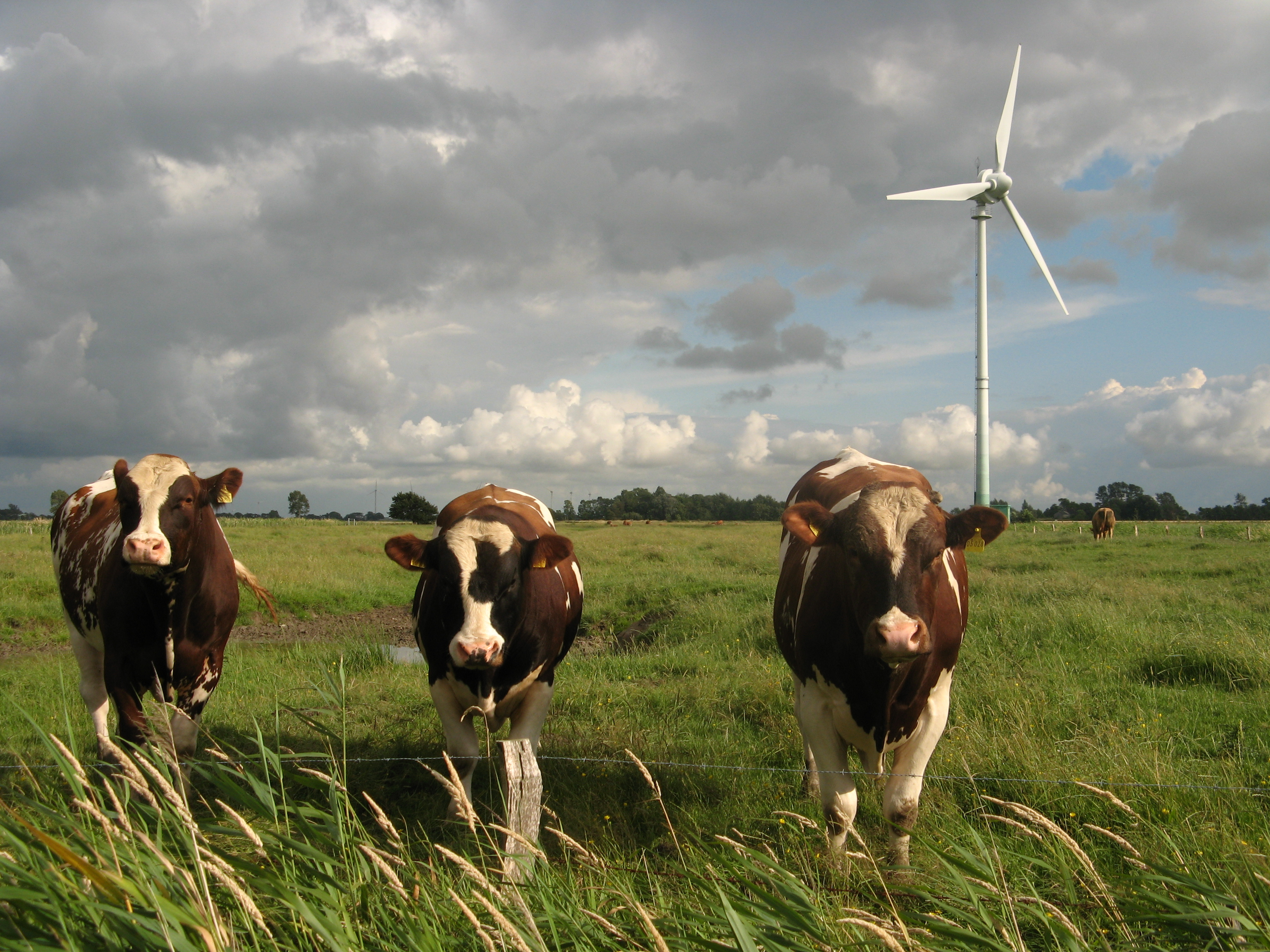
چرای دام در نزدیکی یک توربین بادی.

تأثیر زیست محیطی انرژی باد در مقایسه با اثرات زیست محیطی سوخت‌های فسیلی، نسبتاً ناچیز است. بر اساس IPCC، در ارزیابی‌های مربوط به چرخه حیات پتانسیل گرمایش جهانی منابع انرژی، توربین‌های بادی دارای مقدار متوسطی بین ۱۲ تا ۱۱ گرم Co2 / kWh هستند که به ترتیب بستگی به این دارد که آیا توربین‌های دریایی یا خشکی وجود دارند. ارزیابی می‌شود. در مقایسه با سایر منابع انرژی کم کربن، توربین‌های بادی کمترین پتانسیل ایجاد گرمایش جهانی را به ازای هر واحد انرژی الکتریکی تولید شده دارند.
در حالی که یک مزرعه بادی ممکن است مساحت زیادی از زمین را پوشش دهد، بسیاری از کاربری‌های زمین مانند کشاورزی با آن سازگار است، زیرا تنها مناطق کوچکی از پایه‌های توربین و زیرساخت‌های ان برای استفاده‌های مختلف ممکن نیستند.
گزارش‌هایی از مرگ و میر پرندگان و خفاش‌ها در توربین‌های بادی مانند سایر سازه‌های مصنوعی وجود دارد. بسته به شرایط خاص، مقیاس تأثیر اکولوژیکی ممکن است قابل توجه باشد یا نباشد. پیشگیری و کاهش تلفات حیات وحش و حفاظت از باتلاق‌های ذغال سنگ نارس بر مکان‌یابی و عملکرد توربین‌های بادی تأثیر می‌گذارد.
گزارشات حکایتی از اثرات منفی سر و صدا بر سلامتی افرادی که بسیار نزدیک به توربین‌های بادی زندگی می‌کنند وجود دارد. تحقیقات بررسی شده عموماً از این ادعاها پشتیبانی نکرده‌است.
جنبه‌های زیبایی شناختی توربین‌های بادی و تغییرات ناشی از چشم‌انداز بصری آنان قابل توجه است. تضادها به ویژه در مناطق حفاظت شده از میراث و مناظر زیبا قابل توجه هستند.

## کاهش

### صرفه جویی در انرژی
صرفه جویی در انرژی به تلاش‌های انجام شده برای کاهش مصرف انرژی اشاره دارد. صرفه جویی در انرژی را می‌توان از طریق افزایش مصرف انرژی کارآمد، در رابطه با کاهش مصرف انرژی و/یا کاهش مصرف از منابع انرژی معمولی به دست آورد.
صرفه جویی در انرژی می‌تواند منجر به افزایش سرمایه مالی، کیفیت محیطی ، امنیت ملی، امنیت شخصی و آسایش انسان شود. افراد و سازمان‌هایی که مصرف‌کننده مستقیم انرژی هستند، صرفه جویی در انرژی را برای کاهش هزینه‌های انرژی و ارتقای امنیت اقتصادی انتخاب می‌کنند. کاربران صنعتی و تجاری می‌توانند بازده مصرف انرژی را برای به حداکثر رساندن سود افزایش دهند.
افزایش مصرف جهانی انرژی همچنین می‌تواند در مواجهه با رشد جمعیت انسانی، با استفاده از اقدامات غیر اجباری مانند ارائه بهتر خدمات تنظیم خانواده و با توانمندسازی (آموزش) زنان در کشورهای در حال توسعه، کاهش یابد.

### سیاست انرژی
سیاست انرژی روشی است که در آن یک نهاد معین (اغلب دولتی) تصمیم گرفته‌است به موضوعات توسعه انرژی از جمله تولید، توزیع و مصرف انرژی بپردازد. ویژگی‌های سیاست انرژی ممکن است شامل قوانین، معاهدات بین‌المللی، مشوق‌های سرمایه‌گذاری، دستورالعمل‌های حفظ انرژی، مالیات و سایر تکنیک‌های سیاست عمومی باشد.

## لینک‌های اضافی
- برنامه توسعه سازمان ملل متحد - محیط زیست و انرژی برای توسعه پایدار
- بحث در مورد هزینه‌های زیست محیطی تأمین انرژی‌های تجدیدپذیر – تاثیر زیست محیطی فناوری‌های انرژی‌های تجدیدپذیر